# Elosuchus
Elosuchus – wymarły rodzaj krokodylomorfa. Zamieszkiwał północną Afrykę (tereny te zajmują dzisiaj państwa Maroko, Algieria i Niger) w epoce wczesnej kredy. E. cherifiensis występował w dwóch pierwszych z wymienionych państw. Pierwotnie włączono go do innego rodzaju – Thoracosaurus (Lavocat). E. felixi żył na terenie dzisiejszego Nigru (szczątki znaleziono w In Abangarit). Nadmienić należy, że Elosuchus został oddzielony od wspomnianego już drugiego rodzaju przez Broina w 2002 roku. Człowiek ten stworzył nawet oddzielną rodzinę Elosuchidae. obejmującą także również pochodzącego z Nigru krokodylomorfa o nazwie Stolokrosuchus.

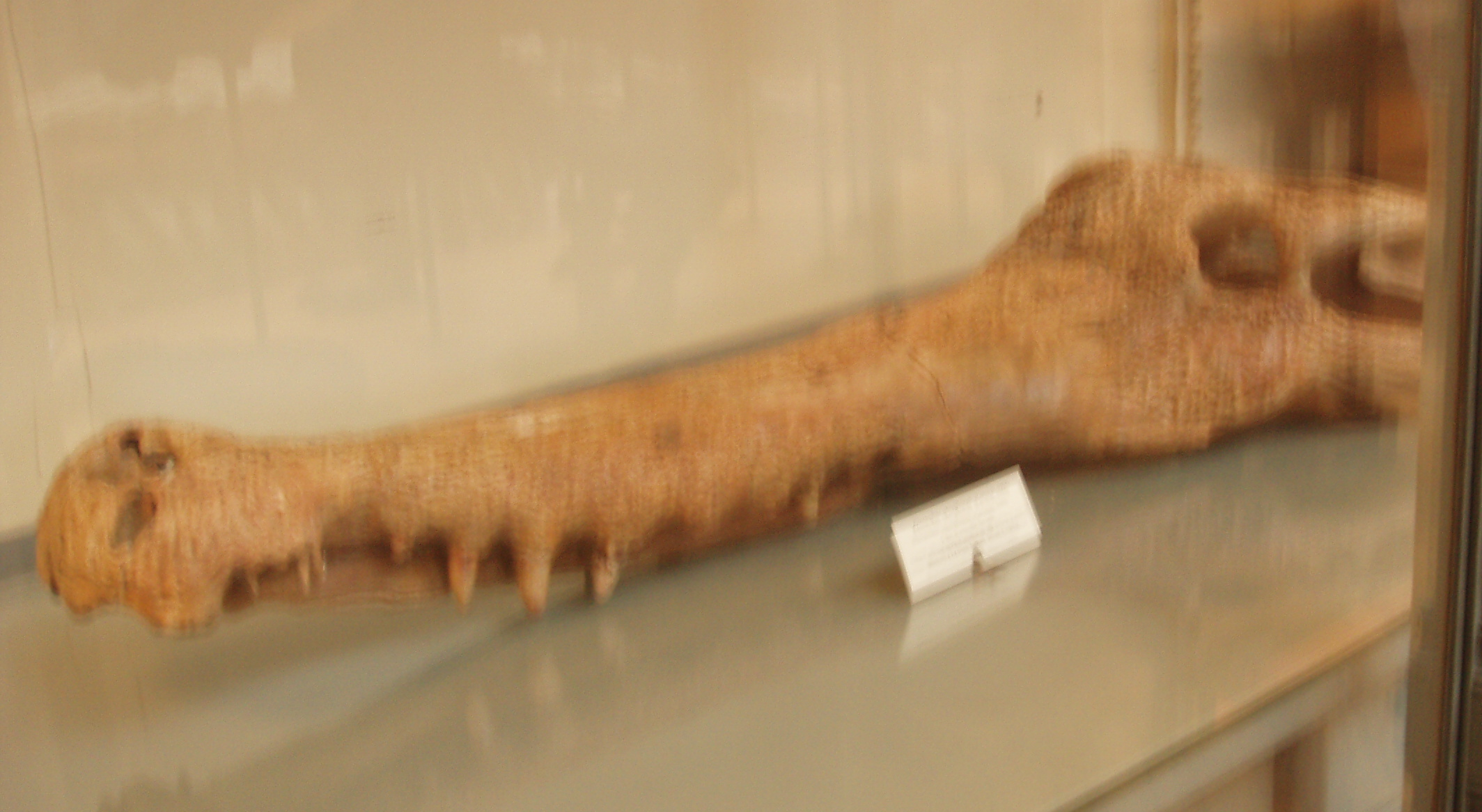
Elosuchus cherifiensis – czaszka

Pysk opisywanego tu zauropsyda był wydłużony, jak u dzisiejszego gawiala. Przypuszcza się więc, że chodzi o zwierzę wiodzące całkowicie wodny tryb życia.